# Matthew Wilson (zwemmer)
Matthew Wilson (8 december 1998) is een Australische zwemmer.

## Carrière
Bij zijn internationale debuut, op de wereldkampioenschappen zwemmen 2017 in Boedapest, eindigde Wilson als achtste op de 200 meter schoolslag, op de 50 meter schoolslag strandde hij in de series. Samen met Mitch Larkin, David Morgan en Cameron McEvoy werd hij uitgeschakeld in de series van de 4×100 meter wisselslag. Op de 4×100 meter wisselslag gemengd zwom hij samen met Kaylee McKeown, Grant Irvine en Shayna Jack in de series, in de finale behaalden Mitch Larkin, Daniel Cave, Emma McKeon en Bronte Campbell de zilveren medaille. Voor zijn aandeel in de series ontving Wilson eveneens de zilveren medaille.
Tijdens de Gemenebestspelen 2018 in Gold Coast veroverde hij de bronzen medaille op de 200 meter schoolslag, daarnaast eindigde hij als zevende op de 100 meter schoolslag. Samen met Bradley Woodward, David Morgan en Jack Cartwright zwom hij in de series van de 4×100 meter wisselslag, in de finale legden Mitch Larkin, Jake Packard, Grant Irvine en Kyle Chalmers beslag op de gouden medaille. Voor zijn inspanningen in de series werd Wilson beloond met eveneens de gouden medaille. Op de Pan-Pacifische kampioenschappen zwemmen 2018 in Tokio sleepte de Australiër de bronzen medaille in de wacht op de 200 meter schoolslag, op de 100 meter schoolslag eindigde hij op de zesde plaats.
In Gwangju nam Wilson deel aan de wereldkampioenschappen zwemmen 2019. Op dit toernooi behaalde hij de zilveren medaille op de 200 meter schoolslag, daarnaast strandde hij in de halve finales van de 100 meter schoolslag. Op de 4×100 meter wisselslag eindigde hij samen met Mitch Larkin, Matthew Temple en Kyle Chalmers op de vijfde plaats, samen met Mitch Larkin, Emma McKeon en Cate Campbell werd hij wereldkampioen op de 4×100 meter wisselslag gemengd.

## Internationale toernooien
| Jaar | Olympische Spelen | WK langebaan | WK kortebaan  | PanPacs                              | Gemenebestspelen                                                                       |
| ---- | ----------------- | --- | ------------- | ------------------------------------ | -------------------------------------------------------------------------------------- |
| 2017 |                   | 24e 50m schoolslag · 8e 200m schoolslag · 9e 4×100m wisselslag · 4×100m wisselslag gemengd · Wilson zwom enkel de series |               |                                      |                                                                                        |
| 2018 |                   | | geen deelname | 6e 100m schoolslag · 200m schoolslag | 7e 100m schoolslag · 200m schoolslag · 4×100m wisselslag · Wilson zwom enkel de series |
| 2019 |                   | 10e 50m schoolslag · 200m schoolslag · 5e 4×100m wisselslag · 4×100m wisselslag gemengd                                  |               |                                      |                                                                                        |

## Persoonlijke records
Bijgewerkt tot en met 25 juli 2019
Kortebaan
| Afstand         | Tijd    | Datum            | Plaats    |
| --------------- | ------- | ---------------- | --------- |
| 50m schoolslag  | 26,55   | 16 november 2018 | Singapore |
| 100m schoolslag | 57,24   | 15 november 2018 | Singapore |
| 200m schoolslag | 2.02,89 | 11 november 2018 | Tokio     |
| 100m wisselslag | 52,83   | 27 oktober 2018  | Melbourne |
| 200m wisselslag | 1.53,93 | 26 oktober 2018  | Melbourne |

Langebaan
| Afstand         | Tijd    | Datum        | Plaats    |
| --------------- | ------- | ------------ | --------- |
| 50m schoolslag  | 27,69   | 25 juli 2017 | Boedapest |
| 100m schoolslag | 59,17   | 21 juli 2019 | Gwangju   |
| 200m schoolslag | 2.06,67 | 25 juli 2019 | Gwangju   |
| 200m wisselslag | 1.59,41 | 9 april 2019 | Adelaide  |